# Villaturiel
Villaturiel és un municipi de la província de Lleó, a la comunitat autònoma de Castella i Lleó. Inclou les pedanies d'Alija de la Ribera; Castrillo de la Ribera; Mancilleros; Marialba de la Ribera; Marne; Puente Villarente; Roderos; San Justo de las Riberas; Santa Olaja de la Ribera; Toldanos; Valdesogo de Abajo; Valdesogo de Arriba; i Villarroañe.

## Demografia
| 1991 |  | 1996 |  | 2001 |  | 2004 |
| ---- |  | ---- |  | ---- |  | ---- |
| 1770 |  | 1803 |  | 1797 |  | 1767 |